# 3. Lothringisches Feldartillerie-Regiment Nr. 69
Das 3. Lothringische Feldartillerie-Regiment Nr. 69 war ein Artillerieverband der Preußischen Armee.

## Geschichte
Das Regiment wurde im Zuge der Heeresvermehrung mit A.K.O. vom 25. März 1899 als Feldartillerie-Regiment Nr. 69 aufgestellt. Es bildete sich aus der II. und III. Abteilung des Feldartillerie-Regiments Nr. 33 und war in Sankt Avold stationiert. Gemeinsam mit dem Feldartillerie-Regiment Nr. 34 war es der 34. Feldartillerie-Brigade der 34. Division unterstellt.
Am 27. Januar 1902 erließ Kaiser Wilhelm II. den Armee-Befehl, dass die bislang noch ohne landmannschaftliche Bezeichnung geführten Verbände zur besseren Unterscheidung und zur Traditionsbildung eine Namenserweiterung erhielten. Der Verband führte daher ab diesem Zeitpunkt die Bezeichnung 3. Lothringisches Feldartillerie-Regiment Nr. 69.

### Erster Weltkrieg
Mit Ausbruch des Ersten Weltkriegs machte das Regiment am 2. August 1914 mobil und kam im Verband mit der 34. Division an der Westfront zum Einsatz. Dort beteiligte es sich an folgenden Gefechten:
- Fort Longwy, die erste in deutsche Hand gefallene französische Festung (Schlacht bei Longwy) vom 22. bis 25. August 1914
- Schlacht um die Maasübergänge (Dannevoux), Anfang September 1914
- Montfaucon (Schlacht an der Marne) vom 5. bis 12. September 1914
- Schlacht in den Argonnen
- Schlacht um Verdun vom 21. Februar bis 20. Dezember 1916
- Schlacht an der Somme vom 1. Juli bis 18. November 1916
- Herbstschlacht bei La Bassée und Arras
- Herbstschlacht in der Champagne
- Schlacht bei St. Quentin (1914)
- Combles
- Albert

Während des Krieges änderte sich am 13. Oktober 1916 das Unterstellungsverhältnis und das Regiment war ab diesem Zeitpunkt bis nach Kriegsende am 10. Dezember 1918 der Heeresfeldartillerie unterstellt. Gemäß Verordnung des Kriegsministeriums vom 26. Januar 1917 wurde das Regiment erweitert und erhielt eine III. Abteilung.
Im Ersten Weltkrieg fielen 23 Offiziere, 45 Unteroffiziere und 172 Mannschaften.

### Verbleib
Nach dem Waffenstillstand von Compiègne konnten die Reste des Regiments die ehemalige Garnison in St. Avold nicht mehr erreichen. Daher wurde der Verband ab 23. Dezember 1918 in Roda demobilisiert. Aus Teilen bildete sich die Freiwilligen-Batterie „Wuppermann“, die bei der Bildung der Vorläufigen Reichswehr in der Infanterie-Geschütz-Batterie 49 aufging.
Die Tradition übernahm in der Reichswehr durch Erlass des Chefs der Heeresleitung General der Infanterie Hans von Seeckt vom 24. August 1921 die 2. Batterie des 6. (Preußisches) Artillerie-Regiments in Münster. In der Wehrmacht führten der Regimentsstab und die II. Abteilung des Artillerie-Regiments 16 in Hamm die Tradition fort.

## Kommandeure
| Dienstgrad                  | Name                 | Datum                                                          |
| --------------------------- | -------------------- | -------------------------------------------------------------- |
| Oberstleutnant/Oberst       | Wilhelm Scheller     | 01. Oktober 1899 bis 26. Januar 1903                           |
| Oberstleutnant              | Paul Jitschin        | 27. Januar bis 17. Oktober 1903                                |
| Major                       | Emil Waldorf         | 18. Oktober 1903 bis 9. März 1904 (mit der Führung beauftragt) |
| Major/Oberstleutnant/Oberst | Emil Waldorf         | 10. März 1904 bis 21. März 1910                                |
| Oberst                      | Albert Credé         | 22. März 1910 bis 21. April 1912                               |
| Oberst                      | Edwin Martini        | 22. April 1912 bis 17. Februar 1913                            |
| Oberstleutnant              | Wuthmann             | 18. Februar bis 24. November 1913                              |
| Oberst                      | Paul von Krenski     | 25. November 1913 bis 2. August 1914                           |
| Oberst                      | Karl Isbert          | 03. August 1914 bis 11. Juli 1916                              |
| Oberstleutnant              | Riedel               | 12. Juli bis 31. August 1916                                   |
| Major/Oberstleutnant        | Siegfried von Auwers | 01. September 1916 bis Februar 1919                            |

## Denkmal
Nach Ende des Ersten Weltkriegs wurde im Schlossgarten des Fürstbischöflichen Schlosses in Münster ein Kriegerdenkmal im Gedenken an das Feldartillerie-Regiment Nr. 69 errichtet. Das „Lothringerkreuz“ aus Stein wurde durch Albert Mazzotti und Wilhelm Wucherpfennig geschaffen, und steht heute unter Denkmalschutz.